# M1公路 (俄羅斯)
M1聯邦公路，又稱白俄羅斯公路（Беларусь）或明斯克公路（Минское шоссе），是俄羅斯的一條幹線公路，連接首都莫斯科和白俄羅斯边境，全長440公里。也是歐洲E30公路和亚洲公路6号线的一部分。

## 歷史
蘇聯人民委員會於1943年決定建造此公路，計劃長度定為695公里，速限120公里/小時，原本預估耗資10億盧布，後因改用囚犯為人力，而降至6.316億盧布。